# Маклир, Томас
Сэр Томас Маклир (англ. Thomas Maclear; 1794—1879) — английский математик и астроном.

## Биография
Томас Маклир родился 17 марта 1794 года в графстве Тирон на севере Ирландии. Сперва отец хотел посвятить его церкви, но молодой Маклир не пожелал этого, переехал в Англию и занимался медициной.

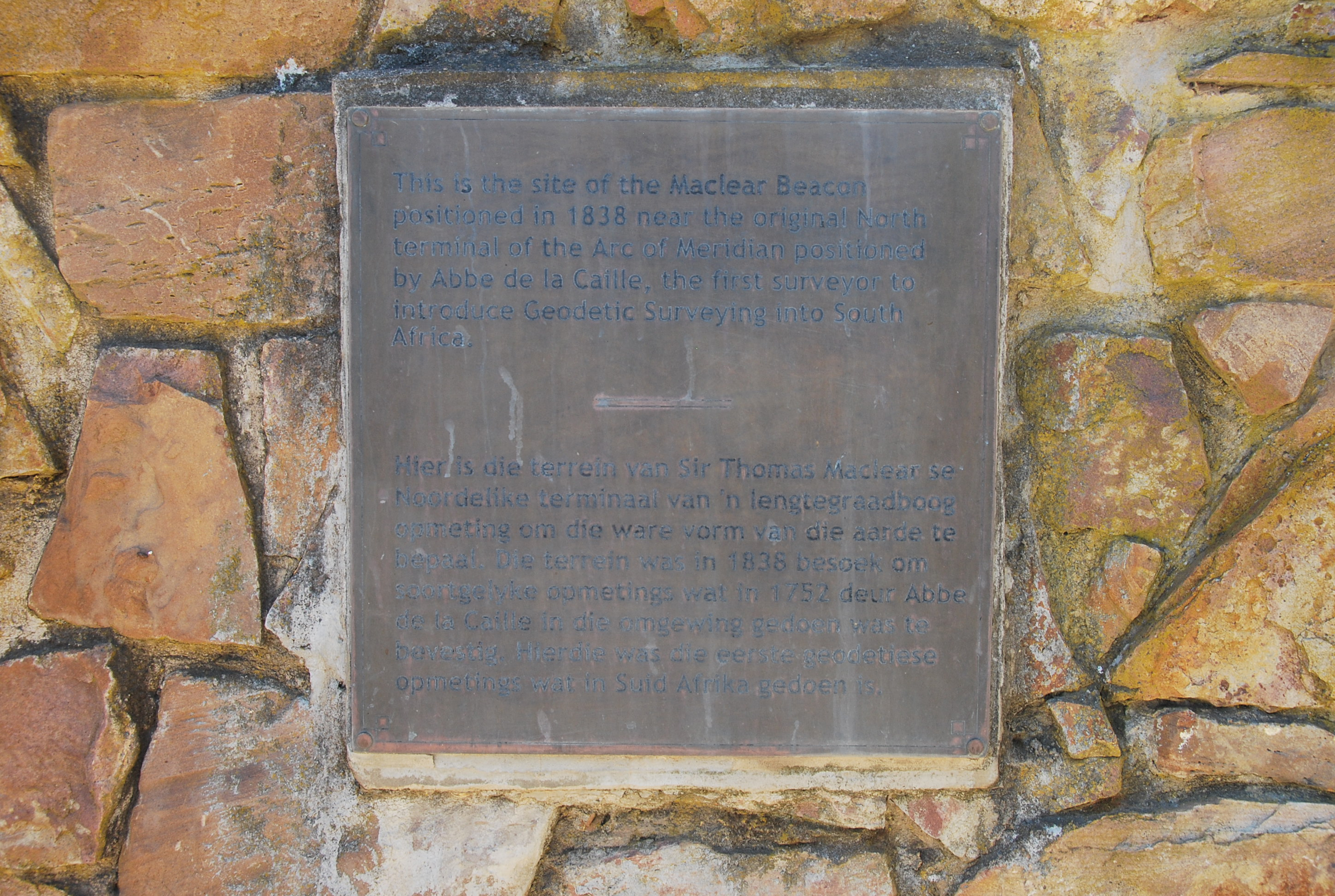
Мемориальная доска

Уже будучи врачом-практиком, Маклир пристрастился к математике и астрономии и устроил даже собственную маленькую обсерваторию. В 1834 году он сблизился с знаменитым Дж. Гершелем и с радостью принял его предложение ехать на мыс Доброй Надежды. Здесь, кроме многочисленных астрономических наблюдений, он произвёл градусное измерение, за которое получил медаль Королевского общества в Лондоне и медаль Лаланда от Французской академии («Verification and extension of La Caille’s arc of Meridian at the Cape of Good Hope», 2 т., 1866).
Многочисленные наблюдения Маклира по метеорологии, магнетизму Земли, над приливами и отливами, над кометами и прочим напечатаны преимущественно в мемуарах Лондонского королевского общества. За всё время пребывания в Южной Африке Маклир очень редко ездил в Англию и когда в 1870 году оставил службу, то поселился в Моубрай, в одной миле от Капштадта, заботился о санитарном состоянии колонии и применял свои медицинские познания к лечению бедных.
Томас Маклир умер 14 июля 1879 года в городе Кейптауне.

## Эпонимы
В честь Маклира назван кратер на Луне.